# Якубович-Ясный, Одиссей Викторович
Одиссей Викторович Якубович-Ясный (29 мая 1925 – 18 октября 2001) – советский и российский киновед, заместитель директора Госфильмофонда СССР по научной части.

## Биография
В 1952 году окончил киноведческий факультет Всесоюзного государственного института кинематографии (мастерская Николая Лебедева).
С 1952 по 1983 год работал в Госфильмофонде СССР – сотрудником отдела научной обработки отечественного фильмофонда, начальником этого отдела, а затем заместителем директора по научной части. Под его руководством и при непосредственном участии были подготовлены фундаментальные аннотированные каталоги «Советские художественные фильмы» (1961–1979), «Режиссёры советского художественного кино» (1963) и др.
В 1982 году защитил диссертацию на соискание учёной степени кандидата искусствоведения по теме «Марк Донской: эстетический идеал, поэтика, стиль».
Преподавал во ВГИКе.
Член КПСС с 1955 года. Член Союза кинематографистов.
Выступал в печати во вопросам кино с 1951 года. Автор ряда статей, сценариев телевизионных фильмов и передач по истории советского и зарубежного кино, ответственный редактор бюллетеня Госфильмофонда «Кино и время».